# Гомбито
Гомбито (итал. Gombito) је насеље у Италији у округу Кремона, региону Ломбардија.
Према процени из 2011. у насељу је живело 578 становника. Насеље се налази на надморској висини од 55 м.

## Становништво
| 1936. | 1951. | 1961. | 1971. | 1981. | 1991. | 2001. | 2011. |
| ----- | ----- | ----- | ----- | ----- | ----- | ----- | ----- |
| 1.157 | 1.058 | 773   | 658   | 576   | 577   | 614   | 636   |